# Blood Brothers (Blind Channel)
Blood Brothers è il secondo album in studio del gruppo musicale finlandese Blind Channel, pubblicato nel 2018.

## Tracce
1. Trigger – 3:00
2. Elephant in the Room (featuring Spaz Caroon) – 3:29
3. Out of Town – 3:12
4. My Heart Is a Hurricane – 3:14
5. Giants – 3:18
6. Like a Brother – 3:30
7. Alone Against All – 3:25
8. Scream – 3:19
9. IDFU – 2:41
10. Sharks Love Blood – 3:29
11. Wolf Pack – 3:17

## Formazione
- Joel Hokka – voce, chitarra
- Niko Moilanen – voce
- Joonas Porko – chitarra, cori
- Olli Matela – basso
- Tommi Lalli – batteria